# Daddel
En daddel (Phoenix dactylifera) er en lille aflang frugt (1,5-3,5 cm), der vokser på daddelpalmen (Phoenix dactylifera) i et tørt subtropisk klima. Frugtkødet er brunligt med et stort sukkerindhold og et lavt vandindhold. Dadlerne kom til Nordeuropa omkring 1200-tallet.